# Francisco Fariñas
Francisco Fariñas Gutiérrez (né le 2 avril 1948 ou 1950 à La Havane) est un joueur et entraîneur de football cubain.

## Biographie

### Carrière en sélection
Fariñas dispute son premier match avec l'équipe de Cuba contre la Jamaïque, le 14 janvier 1967, dans le cadre des qualifications pour la Coupe des nations de la CONCACAF 1967. Il participe quatre ans plus tard à la Coupe des nations de la CONCACAF 1971 où les Cubains se hissent à la 4e place. Titulaire habituel de la sélection cubaine des années 1970, il dispute les éliminatoires des Coupes du monde de 1978 et 1982 (12 matchs disputés pour deux buts marqués).
Avec l'équipe olympique, il fait partie du groupe des convoqués disputant les Jeux olympiques de 1976, à Montréal, sous les ordres de Sergio Padrón.

#### Buts en sélection
Source consultée : www.soccer-db.info.
| Buts en sélection de Francisco Fariñas | Buts en sélection de Francisco Fariñas | Buts en sélection de Francisco Fariñas  | Buts en sélection de Francisco Fariñas | Buts en sélection de Francisco Fariñas | Buts en sélection de Francisco Fariñas | Buts en sélection de Francisco Fariñas |
|                                        | Date                                   | Lieu                                    | Adversaire                             | Score                                  | Résultat                               | Compétition                            |
| -------------------------------------- | -------------------------------------- | --------------------------------------- | -------------------------------------- | -------------------------------------- | -------------------------------------- | -------------------------------------- |
| 1.                                     | 15 août 1976                           | Independence Park, Kingston (Jamaïque)  | Jamaïque                               | 1-3                                    | 1-3                                    | QCM 1978                               |
| 2.                                     | 29 août 1976                           | Estadio Pedro Marrero, La Havane (Cuba) | Jamaïque                               | 1-0                                    | 2-0                                    | QCM 1978                               |

### Carrière d'entraîneur
Reconverti en entraîneur, il dirige notamment le FC Ciudad de La Habana avec lequel il est sacré champion de Cuba en 2001.

## Palmarès

### Joueur

#### En club
- Champion de Cuba en 1972 et 1973 avec Industriales.

#### En équipe de Cuba
- Vainqueur des Jeux d'Amérique centrale et des Caraïbes en 1970 et 1974.

### Entraîneur
- Champion de Cuba en 2001 avec le FC Ciudad de La Habana.